# Templo de Cochabamba
El Templo de Cochabamba es uno de los templos construidos y operados por la Iglesia de Jesucristo de los Santos de los Últimos Días, el número 82 construido por la iglesia y el primer templo SUD construido en Bolivia, ubicado a orillas de la Avenida Melchor Urquidi en el Alto Queru Queru, un suburbio en el extremo este de la ciudad de Cochabamba. Anterior a la construcción del templo de Bolivia, los fieles de la iglesia SUD asistían al Templo de Lima para sus ordenanzas religiosas. 
El templo de Cochabamba es uno de tres templos SUD en el mundo con un pináculo central rodeado de cuatro pináculos en cada esquina cardinal del edificio. Visible desde la colina donde se asienta el templo está la estatua del Cristo de la Concordia, el templo de Cochabamba es el templo más elevado de su tipo que hay en el mundo.
En la conferencia general de la iglesia de octubre de 2020, se anunció la construcción de un segundo templo en Bolivia, a ser ubicado en la ciudad de Santa Cruz de la Sierra. El año siguiente la iglesia anunció la construcción de un tercer templo ubicado en la capital del país, a unos 235 kilómetros (146 mi) de Cochabamba.

## Historia
Los primeros miembros restauracionistas en Bolivia fueron estadounidenses residenciados en La Paz y Cochabamba a comienzos de los años 1960. Estos sirvieron de intermediarios para registrar la iglesia oficialmente ante el gobierno de Bolivia. La primera congregación fue establecida a fines de 1964 en Cochabamba contando con unas 20 personas. Los misioneros oficiales de la iglesia comenzaron a llegar al país poco después ese mismo año. En 1977, el entonces presidente de la iglesia Spencer W. Kimball visitó a los fieles del país y se reunió con el presidente de Bolivia Hugo Banzer Suárez. La primera capilla fue dedicada en 1969 por Richard G. Scott y la primera estaca de la iglesia fue organizada diez años después, en 1979. Al año siguiente una de las capillas de la iglesia fue asaltada por extremistas de las Fuerzas Armadas de Liberación Zarate Willka asesinando a dos misioneros en La Paz.

## Construcción
La Primera Presidencia de la iglesia SUD anunció el 21 de enero de 1995 los planes de construir un templo en Bolivia, mediante una carta dirigida a las autoridades generales del área. La elección de Cochabamba como el sitio de la construcción del templo SUD, en vez de La Paz, probablemente se deba a su ubicación central en Bolivia. Ubicada a 2400 metros sobre las laderas orientales de la cordillera de los Andes, Cochabamba tiene un clima templado. Sin embargo, la zona está sujeta a constantes sequías, y en 1996 la lluvia no cayó durante meses. La ceremonia de la primera palada y la dedicación del terreno tuvo lugar el 10 de noviembre de 1996 presidida por Gordon B. Hinckley, y a ella asistieron de 3 mil a 4 mil personas. La ceremonia, que incluye una oración y un discurso, se llevó a cabo en un día lluvioso dando fin a la sequía de ese año. El templo de Cochabamba es uno de los pocos templos donde su primera palada haya sido presidida por el presidente de la iglesia.
El templo de Cochabamba tiene un total de 3090 metros cuadrados de construcción, contando con dos salones para realizar las ordenanzas SUD y tres salones de sellamientos matrimoniales. La arquitectura exterior es una adaptación moderna de un diseño clásico de un pináculo, con elementos arquitectónicos que reflejan la cultura boliviana y construido de granito Comanche extraído de Bolivia misma.

## Dedicación
El templo SUD de la ciudad de Cochabamba fue dedicado para sus actividades eclesiásticas en cuatro sesiones, el 30 de abril de 2000, por Gordon B. Hinckley, el entonces presidente de la iglesia SUD. Con anterioridad a ello, del 18 al 22 de abril de ese mismo año, la iglesia permitió un recorrido público de las instalaciones y del interior del templo al que asistieron más de 65.000 visitantes. Las dos semanas de casa abierta que se habían planificado inicialmente tuvieron que ser reducidas a una debido a la  tensión social que vivía Bolivia en abril de 2000, debido a un intento fallido de privatizar el agua municipal de Cochabamba. Unos 9.500 miembros de la iglesia e invitados asistieron a la ceremonia de dedicación, que incluye una oración dedicatoria. Como parte de la oración dedicatoria, Hinckley recordó a Simón Bolívar quien falleció en 1830, el año en que se fundó la iglesia SUD, pidiendo en su plegaria que «el incomparable principio de la democracia sea preservado en esta república».
El templo, por su cercanía a las comunidades, presta servicio a los miembros de la Iglesia provenientes de La Paz, El Alto, Montero, Oruro, Potosí, Santa Cruz de la Sierra y otras ciudades del Departamento de Santa Cruz, Sucre, Tarija, Trinidad y otras ciudades del Departamento del Beni, así como ciudades al sur de Perú, incluyendo Juliaca y Puno.